# 世界一初恋のディスコグラフィ
世界一初恋のディスコグラフィでは、『世界一初恋』の関連CDについて記述する。テレビアニメ関連CDの発売元はランティス。ドラマCDの発売元は角川書店。

## ドラマCD
小野寺律の場合+吉野千秋の場合
いわゆる高野×律編（律視点）と羽鳥×千秋編（千秋視点）のドラマCD。Vol.1とVol.3は高野×律編の話が先にきている、ディスクジャケットは小野寺律と高野政宗のみ。Vol.2とVol.4は羽鳥×千秋編の話が先にきている、ディスクジャケットは吉野千秋と羽鳥芳雪のみ。イラストは中村春菊による描き下ろし。
ディスクは2枚組の構成である。脚本は全て香村純子。予約特典は、それぞれ出演声優陣によるトークCDである。
録音エンジニアは佐藤敦、制作進行は斎木隆、音響監督は阿部信行、録音スタジオはスタジオディオス、デルファイサウンド、音響制作はオンリードが担当している。
キャスト
| 役名         | 声優       |
| 高野×律編    | 高野×律編  |
| ------------ | ---------- |
| 小野寺律     | 近藤隆     |
| 高野政宗     | 小西克幸   |
| 木佐翔太     | 岡本信彦   |
| 美濃奏       | 緑川光     |
| 横澤隆史     | 堀内賢雄   |
| 井坂龍一郎   | 森川智之   |
| 長谷川       | 草尾毅     |
| 角遼一       | 萩野晴郎   |
| 武藤雪菜     | 国吉美奈子 |
| 佐藤（伊織） | 野瀬碧里   |
| 佐伯         | 笹本優子   |

| 役名           | 声優        |
| 羽鳥×千秋編    | 羽鳥×千秋編 |
| -------------- | ----------- |
| 吉野千秋       | 立花慎之介  |
| 羽鳥芳雪       | 中村悠一    |
| 柳瀬優         | 神谷浩史    |
| 一之瀬絵梨佳   | 小田真由美  |
| 高屋敷（玲二） | 平川大輔    |
| 星野早苗       | 杉浦奈保子  |
| 理恵           | 尾崎文      |
| 晴香           | 宮本茉奈    |
| 希美           | 嶋村侑      |

世界一初恋 〜小野寺律の場合〜
律視点の話をドラマCD化している。Vol.1が2009年1月30日発売のCIEL 09年3月号、Vol.2が2010年11月30日発売のCIEL 11年1月号の付録として同梱された。
Vol.1にはキャストによるフリートークが収録されているが、Vol.2にはない。
脚本は香村純子、オリジナルストーリーがある。
音響制作はオンリード、音響制作担当は斎木隆、演出は阿部信行、録音エンジニアは佐藤敦、録音スタジオはスタジオディオス。
世界一初恋 〜吉野千秋の場合〜
千秋視点の話をドラマCD化し、2009年9月30日発売のCIEL 09年11月号の付録として同梱された。
内容はショートドラマとキャストトークで構成されている。脚本は香村純子。録音エンジニアは佐藤敦、音響制作担当は斎木隆、音響制作はオンリード、音響監督は阿部信行、録音スタジオはエクサインターナショナル、スタジオディオス。

## キャラクターソング
2011年6月8日から7月6日まで発売された一連のシングル。全作品の作詞はこだまさおりが手掛けている。

### Vol.1 小野寺律
小野寺律のキャラクターソングであり、劇中で律役を演じる近藤隆が唄っている。
表題曲「向上心SPIRAL」は、ノリが良いアップテンポな楽曲で、律が丸川書店で働いている時の「がむしゃらに頑張っている」という心情を描いている。詞も前向きな内容である。また初めて楽曲を聴いた時の印象は「アップテンポな曲であること」であり、詞は「仕事に対する意欲」であったと感じたと近藤は語っている。また、レコーディング時は律のウンザリしている様な雰囲気を出したという。なお、収録曲は2曲とも初恋を描いている。
2011年6月20日付のオリコン週間シングルチャートで64位を獲得。初動売上は1200枚を記録した。
2011年6月20日付のBillboard Hot Singles Salesでは59位を獲得した。2011年6月18日放送分のCOUNT DOWN TVでは89位を獲得した。
収録曲
（全作詞：こだまさおり、作曲・編曲：渡辺拓也）
1. 向上心SPIRAL [4:21]
2. 風の行方 [5:05]
3. 向上心SPIRAL（off vocal）
4. 風の行方（off vocal）

### Vol.2 吉野千秋
吉野千秋のキャラクターソングであり、劇中で千秋役を演じる立花慎之介が唄っている。
表題曲「明日への放物線」は、レコーディング時は滑らかに歌う事に気を付けた結果、千秋の明るい印象を残す事に苦労したと立花は語っている。収録されている2曲は、どちらも恋人の羽鳥芳雪への想いを綴っている。
2011年7月11日付のオリコン週間シングルチャートで74位を獲得。初動売上は1201枚を記録した。デイリーチャートでは6月21日付のチャートで49位を獲得した。
2011年7月4日付のBillboard Hot Singles Salesでは68位、2011年7月2日放送分のCOUNT DOWN TVでは96位を獲得した。
収録曲
（全作詞：こだまさおり）
1. 明日への放物線 [4:02]
作曲・編曲：橋本由香利
2. 同じヒカリ [4:06]
作曲：星和生、編曲：関淳二郎
3. 明日への放物線（off vocal）
4. 同じヒカリ（off vocal）

### Vol.3 木佐翔太
木佐翔太のキャラクターソングであり、劇中で翔太役を演じる岡本信彦が唄っている。
表題曲「衝動アラーム」は、最初に楽曲を聴いた印象は「可愛い曲」であり、翔太の皇に対する天邪鬼の様な気持ちを描いた詞である。曲頭がイントロがない曲なので、唄い出しのリズムを取る事に苦労したが、レコーディングは3時間以内で撮り終わったという。近藤隆、立花慎之介は「夏に合うサマーソング」であると評した。また、収録されている2曲はどちらも翔太の「可愛い内面」を描いている。
2011年7月5日付のオリコンデイリーチャートで40位を獲得し、キャラクターソングシリーズの中では唯一デイリーチャートTOP40にランクインした。また、2011年7月18日付のオリコン週間シングルチャートで68位を獲得し、初動売上は1030枚を記録した。
2011年7月18日付のBillboard Hot Singles Salesで61位、Billboard Hot Animationで19位を獲得し、世界一初恋のキャラクターソングでは初のBillboard Hot Animationへのランクインを果たした。
収録曲
（全作詞：こだまさおり）
1. 衝動アラーム [4:53]
作曲・編曲：増田武史
2. 君に出逢えた奇跡 [3:54]
作曲：吉田勝弥、編曲：高田暁
3. 衝動アラーム（off vocal）
4. 君に出逢えた奇跡（off vocal）

## サウンドトラック
2011年12月21日に発売。ディスクジャケットには小野寺律、高野政宗が描かれている。イラストはテレビアニメ版のキャラクターデザインを手掛けた菊地洋子による描き下ろし。
『世界一初恋』、『世界一初恋2』のサウンドトラックであり、テレビアニメ第1期、第2期のBGM、主題歌のテレビサイズバージョンが収録されておりディスクは2枚組で構成されている。また、BGMの作曲は全曲安瀬聖が手掛けており、ピアノ、ストリングスのアンサンブルメロディが中心になっている。
収録曲
| トラック | 曲名                                  | 作曲     | 時間   |
| DISC-1   | DISC-1                                | DISC-1   | DISC-1 |
| -------- | ------------------------------------- | -------- | ------ |
| 01       | 世界で一番恋してる（TV size）         | 宮崎誠   | 1:28   |
| 02       | Prologue                              | 安瀬聖   | 2:44   |
| 03       | 初恋の想い出                          | 安瀬聖   | 2:20   |
| 04       | きらめく日々                          | 安瀬聖   | 1:28   |
| 05       | 幸福感                                | 安瀬聖   | 2:08   |
| 06       | 予想外な展開                          | 安瀬聖   | 1:05   |
| 07       | 一抹の不安                            | 安瀬聖   | 2:12   |
| 08       | ようこそ!エメラルド編集部             | 安瀬聖   | 1:23   |
| 09       | マンガ編集のお仕事                    | 安瀬聖   | 1:18   |
| 10       | 幸せな夢                              | 安瀬聖   | 2:20   |
| 11       | 理想の相手                            | 安瀬聖   | 2:42   |
| 12       | もやもやする                          | 安瀬聖   | 1:59   |
| 13       | 静謐                                  | 安瀬聖   | 1:27   |
| 14       | 迷走する想い                          | 安瀬聖   | 1:48   |
| 15       | 恋は切なく                            | 安瀬聖   | 2:04   |
| 16       | 募る恋心                              | 安瀬聖   | 2:31   |
| 17       | 気持ちあふれる                        | 安瀬聖   | 2:27   |
| 18       | 揺れる心                              | 安瀬聖   | 2:20   |
| 19       | 秘めた想い                            | 安瀬聖   | 1:51   |
| 20       | 心機一転                              | 安瀬聖   | 1:37   |
| 21       | 爽やかな朝                            | 安瀬聖   | 1:50   |
| 22       | やりがいのある仕事                    | 安瀬聖   | 2:40   |
| 23       | 気付かされた気持ち                    | 安瀬聖   | 2:23   |
| 24       | 複雑な心境                            | 安瀬聖   | 2:09   |
| 25       | 不吉な予感                            | 安瀬聖   | 1:15   |
| 26       | 突然の出来事                          | 安瀬聖   | 1:50   |
| 27       | 忍び寄る影                            | 安瀬聖   | 1:26   |
| 28       | 危険信号                              | 安瀬聖   | 1:10   |
| 29       | 焦燥                                  | 安瀬聖   | 1:41   |
| 30       | 荒れる恋模様                          | 安瀬聖   | 1:30   |
| 31       | 募る不安                              | 安瀬聖   | 1:16   |
| 32       | 抑えきれない衝動                      | 安瀬聖   | 1:53   |
| 33       | 安らげる場所へ                        | 安瀬聖   | 2:37   |
| 34       | 恋におちて                            | 安瀬聖   | 2:29   |
| 35       | 想いを伝えて                          | 安瀬聖   | 2:08   |
| 36       | 恋とは認めない!                       | 安瀬聖   | 1:30   |
| 37       | 明日、僕は君に会いに行く。（TV size） | ワカバ   | 1:38   |
| DISC-2   |                                       |          |        |
| 01       | 世界の果てに君がいても（TV size）     | 宮崎誠   | 1:32   |
| 02       | 前向きに                              | 安瀬聖   | 2:16   |
| 03       | 弾む心                                | 安瀬聖   | 2:28   |
| 04       | 新たな一歩                            | 安瀬聖   | 1:30   |
| 05       | きらめいて                            | 安瀬聖   | 1:52   |
| 06       | 逡巡する気持ち                        | 安瀬聖   | 1:44   |
| 07       | ざわつく心                            | 安瀬聖   | 1:48   |
| 08       | 切なさの正体                          | 安瀬聖   | 2:03   |
| 09       | 全てを許して                          | 安瀬聖   | 2:17   |
| 10       | 幸福                                  | 安瀬聖   | 1:53   |
| 11       | 良い事考えた!                         | 安瀬聖   | 2:07   |
| 12       | 至上の笑顔                            | 安瀬聖   | 1:38   |
| 13       | 猫の手も借りたい!                     | 安瀬聖   | 1:25   |
| 14       | 束の間の安らぎ                        | 安瀬聖   | 1:42   |
| 15       | イライラする                          | 安瀬聖   | 2:13   |
| 16       | 不安のるつぼ                          | 安瀬聖   | 1:33   |
| 17       | 突きつけられた現実                    | 安瀬聖   | 1:15   |
| 18       | 止まらない苛立ち                      | 安瀬聖   | 1:41   |
| 19       | 認めたくない想い                      | 安瀬聖   | 1:44   |
| 20       | 素直になれなくて                      | 安瀬聖   | 1:52   |
| 21       | 一緒にいたい                          | 安瀬聖   | 3:18   |
| 22       | 一途な思い                            | 安瀬聖   | 2:58   |
| 23       | 本当は好き?                           | 安瀬聖   | 2:27   |
| 24       | アイコトバ（TV size）                 | 小西透太 | 1:44   |

## ラジオCD

### Vol.1
インターネットラジオ『世界一初恋 〜WEBラジオの場合〜』のラジオCD。2011年8月10日に発売された。ディスクジャケットには、小野寺律、吉野千秋、木佐翔太が描かれている。
パーソナリティはランティスウェブラジオで配信されているインターネットラジオ同様、近藤隆、立花慎之介、岡本信彦が担当している。また、ゲストとして堀内賢雄が出演している。2011年8月22日付のオリコン週間アルバムチャートで152位を獲得した。
収録内容
| トラック | トラック名                     | 時間  |
| -------- | ------------------------------ | ----- |
| 01       | オープニングの場合             | 2:34  |
| 02       | ゲスト堀内賢雄さんの場合       | 7:30  |
| 03       | 「恋愛名言」堀内賢雄さんの場合 | 15:25 |
| 04       | 特別企画の場合                 | 24:16 |
| 05       | エンディングの場合             | 3:01  |

### Vol.2
2012年2月8日に発売。ディスクは2枚組の構成であり、1枚目に新規収録されたオリジナル音源、2枚目に既存の全放送回の音源が収録。また、ボーナストラックとして2011年12月25日に開催の『ハッピークリスマス★イベント』の模様も収録された。2012年2月20日付のオリコン週間アルバムチャートで194位を獲得した。
収録内容
| トラック | トラック名                                                            | 時間   |        |
| DISC-1   | DISC-1                                                                | DISC-1 | DISC-1 |
| -------- | --------------------------------------------------------------------- | ------ | ------ |
| 01       | オープニングにサプライズがあった場合                                  | 2:54   |        |
| 02       | ゲスト緑川光さんを迎えた場合                                          | 17:48  |        |
| 03       | 特別企画『世界一バレンタインシアター』の場合                          | 29:34  |        |
| 04       | エンディングにもサプライズがあった場合                                | 6:28   |        |
| DISC-2   |                                                                       |        |        |
| 01       | 世界一初恋 〜WEBラジオの場合〜 第1回〜第20回                          |        |        |
| 02       | 『「世界一初恋2」ハッピークリスマス★イベント』公開収録（BONUS TRACK） |        |        |